# Libdvdcss
La libreria libdvdcss, insieme alla libreria libdvdread fornisce un insieme di funzioni disponibili sotto licenza GNU GPL in grado di permettere la lettura di DVD video, occupandosi della decifrazione dei video cifrati in CSS (Content Scrambling System) per permettere la visione anche degli ultimi video protetti dai nuovi sistemi anti-pirateria audiovisiva.
Questa libreria nasce dalla necessità di rendere possibile la lettura dei DVD video anche su sistemi non commerciali, come ad esempio molte distribuzioni GNU/Linux, ma la natura di questa libreria è ancora da verificare, poiché ha prodotto molte polemiche sulla sua legalità, dato che permettendo la decifrazione dei video per la visione potrebbe potenzialmente permetterne anche la copia illegale.

## Distribuzione
La libreria è usata in molti lettori open source quali VLC (che la sta sviluppando in prima persona), ed è possibile installarla come pacchetto in molte distribuzioni GNU/Linux.
La libreria libdvdcss è scritta per essere multipiattaforma, funzionando su Linux, Microsoft Windows, macOS, BeOS, BSD e Solaris.

## Differenze con DeCSS
La libreria non va confusa con il noto programma DeCSS. Mentre DeCSS usa una chiave fasulla per ottenere un'autenticazione, libdvdcss utilizza un elenco di Player-Key precedentemente generate. Se le chiavi in lista non funzionano (ad esempio per la mancata corrispondenza del codice regionale) interviene un algoritmo di forza bruta. Ed è quest'ultima parte soggetta alle polemiche di legittimità della libreria.